# Моста (Ивановская область)
Моста́ — село (с 1946 до 2004 гг. — посёлок городского типа) в Южском районе Ивановской области России. Входит в Новоклязьминское сельское поселение.

## География
Село находится в центральной части Южского района, в 10,4 км к юго-востоку от Южи (15 км по автодорогам). Улицы Калинина, Кирова, Кирпичная Короткая. К югу от села расположились озёра Поныхарь, Светлое, Чёрное. К юго-западу — озеро Западно́е.

## Название
В своей книге «Южская Карелия» И. П. Антонов пишет, что местные жители ассоциируют название посёлка с глаголом «мостить». Говорят, не только мосты, а и дороги здесь мостили деревянными пластушинами (то есть пластами, пластинами).

## История
Село Моста возникло на базе лесозавода в 1906 году как лесной рабочий поселок. Уже в 1906 году был построен новый завод, на котором работали три пилорамы, имелись деревообрабатывающие станки. Количество рабочих доходило до 300 человек. В 1916 году в посёлке строится начальная школа. В 1917 году была построена больница, в 1928 году — клуб. 5 мая 1936 года учрежден Мостовский леспромхоз.
Во время Великой Отечественной войны на фронт ушли 400 человек, более ста из них не вернулись. Уже в начале 1950-х годов посёлок был радиофицирован..
С 1929 года посёлок являлся центром Мостовского сельсовета Южского района. 25 апреля 1946 года посёлку присвоен статус посёлка городского типа.
С 1 октября 2004 года согласно закону Ивановской области от 12.07.2004 № 113-ОЗ рабочий посёлок Моста преобразован в село. С 2005 года село Моста являлось центром Мостовского сельского поселения, с 2015 года — в составе Новоклязьминского сельского поселения.

## Инфраструктура
Проведена телефонная линия, газопровод; водоснабжение — из шахтных колодцев. Имеются почтовое отделение, фельдшерско-акушерский пункт, сельский дом культуры, средняя общеобразовательная школа, детский сад, работают 2 магазина.

## Население
| 1959 | 1970  | 1979  | 1989 | 2002 | 2010 | 2012 |
| ---- | ----- | ----- | ---- | ---- | ---- | ---- |
| 1376 | ↗1409 | ↘1081 | ↘949 | ↘644 | ↘643 | ↘619 |
| 2013 | 2014  | 2015  |      |      |      |      |
| ↘600 | ↘589  | ↘586  |      |      |      |      |